# Mount Eaton
Mount Eaton – wieś w Stanach Zjednoczonych, w stanie Ohio, w hrabstwie Wayne.